# Степан Куљбакин
Степан Михаилович Куљбакин или Стеван (рус. Степан Михайлович Кульбакинь; Тбилиси, 27. јул/9. август 1873 — Београд, 21. децембар 1941) био је руски језикословац, слависта, палеограф и универзитетски професор. Он је био доктор славистике и професор универзитета у Харкову, Скопљу и Београду.

## Биографија
Завршио је гимназију у Тбилисију, а универзитет 1896. године у Одеси. Прво је био доцент у Одеси, и у то вријеме 1901−1903. путовао је по балканским земљама. Постао је 1905. ванредни, а 1908. редовни професор универзитета у Харкову. Био је представник тада савремене лингвистичке школе у раду на словенским језицима, нарочито старословенском, пољском и српском. Бавио се и словенском палеографијом и акцентуацијом. Емигрирао је 1919. или 1920. у Краљевину СХС. Радио је најприје од 1920. као професор старословенског језика на Философском факултету у Скопљу. Од 1924. радио је на Универзитету у Београду.
Најважнија су му дјела: „Прилози историји и дијалектологији пољског језика“ (1903), „Охридски рукопис апостола крајем 12 века“ (1907), „Старословенски језик“ (1910−1911), „О српском језику: Белешке о правопису и језику Вуканова јеванђеља“ (1898), „Српски језик, кратка фонетика и морфологија“ (1915), „Хрестоматија српског језика“ (1915), „Кратка српска граматика за Русе“ (1920). Уз то је написао знатан број мањих и већих радова, посебно о бугарским и македонским споменицима из старине.
Дописни је члан Српске краљевске академије (Академије философских наука) од 19. фебруара 1921. Прави је члан (Академије философских наука) од 16. фебруара 1925. Приступна бесЈеда: О речничкој страни старословенског jезика. Проглашен: 10. фебруара 1927. (Српска краљевска академија Год. 35 (1926) 126–130).

## Галерија
- Кућа у Београду у којој је становао на Црвеном крсту
- Спомен плоча на кући у којој је становао
- Спомен плоча на кући у којој је становао

## Дјела
- Хиландарские листки. Отрывок кирилловской письменности XI века. — СПб., 1900.
- К истории и диалектологии польского языка, 1903.
- Охридская рукопись Апостола конца XII века, 1907.
- Древнецерковнославянский язык: I. Введение. Фонетика. — Харьков, 1911.
- Грамматика церковно-славянского языка по древнейшим памятникам, Петроград, 1915. (Переиздания: М.: УРСС, 2005; М.: ЛИБРОКОМ, 2013).
- Сербский язык (2-е изд., 1917).
- Украинский язык. Краткий очерк фонетики и морфологии, 1918.
- Акцентска питаньа. — Београд, 1921.
- Краткая сербская грамматика для русских, 2-е изд., 1922.
- О типе средней школы и учебном плане, 1924.
- Du classement des manuscrits dits moyen-bulgares. — Skopje, 1923.
- Палеографска и jезичка испитивања о Мирослављевом jеванђељу. — Сремски Карловици, 1925.
- Mluvnice jazyka staroslavenskeho. Z rukopisu prelozil B.Havranek. — Praha, 1928.
- Le vieux slave. — Paris, 1929.
- Славянская палеография. — Белград: Институт за српски jезик САНУ, 2008.